# Школа (телесеріал, 2010)
«Школа» — російський телесеріал, режисерами якого є Валерія Гай Германіка, Руслан Маліков та Наталія Мещанінова. Сюжет розповідає про декілька місяців життя і навчання учнів однієї московської школи.  
Серіал транслювався на Першому каналі з 11 січня по 27 травня 2010 року (з двотижневою перервою через Олімпіаду в Ванкувері). Серіал викликав суспільний резонанс, неоднозначну реакцію в суспільстві, а також критику від деяких громадських, політичних та релігійних діячів.

## Сюжет
Дії в серіалі відбуваються в перший день після зимових канікул. В центрі подій – звичайний 9-А клас московської школи, який вважається «взірцево-показовим», їхні стосунки одне з одним, із вчителями, батьками. 
До класу приходить новенький – Ілля Єпіфанов. В перший же день свого перебування у школі він демонструє негативну поведінку, за що його виганяють з уроку фізики. Класний керівник 9-А – вчитель історії Анатолій Германович Носов, який в той день святкував свій ювілей, зустрічає учня в шкільному коридорі та просить його піти до нього додому за білою сорочкою. Вдома в класного керівника Єпіфанов знайомиться з онукою Носова Анею, яка перебуває на домашньому навчанні. Єпіфанов сподобався Ані, тож вона вирішує вийти на очне навчання та почати вдягатися у стилі емо для того щоб привернути увагу новенького.
Під час шкільного концерту на честь ювілея Анатолія Германовича хтось підкидає йому оголені фото його онучки, через що в чоловіка трапляється інсульт. Але присутні під час концерту люди пов'язують інсульт вчителя з новеньким, який саме в той момент читав зі сцени провокаційний вірш Аліни Вітухновської. А Аня Носова, яка незабаром вийшла у школу, швидко зіпсувала свої стосунки із однокласниками та стала об'єктом цькувань з їхнього боку, зокрема через її оголені фото, про які незабаром дізналася вся школа.
В серіалі розповідається про стосунки підлітків з їхнімі однокласниками, вчителями, батьками, їхні проблеми та ситуації в житті, а також про проблеми та ситуації в життях їхніх вчителів та їхні стосунки одне з одним.

## У ролях

### Учні
- Олексій Литвиненко — Ілля Єпіфанов, новий учень 9-А, закоханий в Буділову
- Валентина Лукащук — Аня Носова, емо, учениця 9-А, закохана в Єпіфанова
- Анна Шепелева — Оля Буділова, «перша красуня класу», учениця 9-А
- Наталя Терешкова — Іра Шишкова, учениця 9-А, закохана в Шутова
- Костянтин Пояркин — Міша Дятлов, учень 9-А, закоханий в Носову
- Сергій Бєлов — Серьожа Корольов, учень 9-А, син заможних батьків, виявляє симпатію до вчительки фізики
- Олексій Маслодудов — Вадя Ісаєв, скінхед, учень 9-А
- Ігор Огурцов — Льоха Шутов, учень 10-А
- Дарія Русакова — Віра Ахмаметьєва, учениця 9-А, йде на золоту медаль
- Надія Іванова — Соня Каштанська, учениця 9-А, пише вірші
- Сергій Овчинніков — Діма Горяєв, учень 9-А
- Михайло Ісаханов — Тимур Задоєв, учень 9-А, кавказець
- Лариса Небатова — Даша Харитонова, учениця 9-А, подруга Олі Буділової та вчительки фізики, закохана в Корольова
- Антон Чечевичкін — Володя Фаліков, учень 9-А
- Віталій Лаптєв — Костя Глушаков, учень 9-А
- Наталія Борисова — Маша Цибіна, учениця 9-А
- Лана Фоміна — Лана Віноградова, учениця 9-А
- Ані Овсепян — Ані, учениця 9-А

### Викладачі
- Олена Папанова — Валентина Харитонівна Мурзенко, вчителька російської мови та літератури, нова класна керівничка 9-А (з 2 серії), в.о. директора (з 32 серії)
- Олександра Ребенок — Наталія Миколаївна Орлова, вчителька фізики, нова класна керівничка 9-А після Мурзенко (з 35 серії), зустрічалася з батьком Серьожі Корольова
- Олексій Курганов — Арсеній Іванович Дегтярьов, вчитель хімії
- Наталія Сапецька — Олена Григорівна Кримова, вчителька англійської мови, зустрічається із вчителем історії
- Сергій Кагаков — Олег Семенович Привольнов, вчитель географії, негативно ставиться до інших національностей, намагається прищепити схожі погляди своїм учням
- Микола Сутармін — Юрій Миколайович Іванов, вчитель історії, зустрічається із вчителькою англійської
- Тетяна Косач-Бриндіна — Світлана Вікторівна, шкільна секретарка
- Геннадій Підшивалов — Олексій Миколайович Мотильов, вчитель суспільствознавства, директор школи (до 31 серії)
- Тетяна Монахова — Софія Андріївна Шварцфельд, вчителька математики
- Тетяна Титова — Зоя Іванівна Гринько, вчителька фізкультури

### Родичі учнів
- Анатолій Семенов — Анатолій Германович Носов, дідусь Ані Носової, колишній класний керівник 9-А та вчитель історії
- Аля Нікуліна — Ніна Юріївна Носова, бабуся Ані Носової
- Валентин Самохін — Валентин Дятлов, батько Міші Дятлова, лікар
- Андрій Андреєв — Антон Корольов, батько Серьожі Корольова, зустрічався з Наталією Миколаївною
- Любов Фірсова — Надія Єпіфанова, мати Іллі Єпіфанова
- Ольга Турутіна — Маргарита Буділова, мати Олі Буділової
- Ліка Добрянська — мати Іри Шишкової
- Михайло Будник — батько Іри Шишкової
- Марина Зубанова — тітка Катя, тітка Іллі Єпіфанова
- Сергій Щепачов — батько Олі Буділової
- Лариса Халафова — Патя, мати Тимура Задоєва
- Олександр Вдовін — Микола Ісаєв, батько Ваді Ісаєва
- Тетяна Курова — Тетяна Корольова, мати Серьожі Корольова
- Микита Полицеймако — Федя Ісаєв, брат Ваді Ісаєва

### Інші
- Юлія Александрова — Колючка (Люда), емо-подруга Ані Носової, закохана в Дятлова
- Тетяна Шевченко — Меланія (Таня), емо-подруга Ані Носової, закохана в Єпіфанова
- Юлія Волкова — Багіра, скінхедка, дівчина Ісаєва
- Валентин Тюнін — Ігор Орлов, чоловік Наталії Миколаївни
- Олександр Болдашов — Урік, емо-друг Ані Носової, Меланії та Колючки
- Едуард Рябінін — шкільний охоронець
- Микола Баскачин — тренер Шишкової з танців
- Сергій Волков — Бугаєв, художник
- Олексій Афанасьєв — наркоман, син художника Бугаєва
- Олексій Огурцов — тренер в спортзалі
- Володимир Перегудов — психолог, друг батька Дятлова
- Сергій Masterboy Смірнов — власник автомийки
- Євгеній Мітта — власник собаки, вкраденої Ісаєвим
- Наталія Степанова — терапевтка
- Світлана Кондратова — шкільна медсестра
- Репер Сява — голова банди скінхедів
- Ілля Острозький — продавець в зоомагазині

## Зйомки
Зйомки серіалу проходили в московській школі №945 на Оріховому бульварі, неподалік станції метро «Червоногвардійська». За словами директорки школи Тетяни Рибіної, ця школа була обрана для зйомок через архітектуру та зручне розташування щодо метро. Зйомки серіалу завершилися 2 квітня 2010 року.

## Саундтрек
Перелік композицій, які звучали в серіалі:
- Лондон — «Гарри Поттер», «Ты не знаешь меня», «Спокойной ночи!», «Выше»
- Marakesh — «Осколки», «Не Любовь», «Разбивая Гитары И Сердца»
- The Matrixx — «В открытый рот», «Ненормальный», «Жить всегда», «Такой день»
- Yogik — «Чёрное конфетти», «Все проиграли»
- Трэш-шапито КАЧ — «Блёстки», «Культура», «Я люблю, а все только …»
- Тараканы! — «То, что не убивает тебя», «Кто-то из нас двоих», «Отличные парни»
- Face 2 Face — «Кошка»
- Коррозия Металла — «Адский топор»
- Последние танки в Париже — «Обратный билет», «Чиво-чиво», «Я тебя люблю!», «Революция», «Закрой свои глаза», «Глаза ментов», «Трава-любовь», «Любовь — это ненависть», «Бесполезные песни»
- Ёлка — «Девочка-студентка», «Мальчик-красавчик», «Андеграунд города (дуэт с Mr. Simon)», «Город обмана», «Ненастоящая любовь», «Девочка в Пежо»
- Dj Smash — «Лучшие песни», «Moscow Never Sleeps», «Волна», «Самолёт»
- One Two — «Ночь»
- Блондинка КсЮ — «Вместо жизни», «Разорви», «Первая кровь»
- Deform — «Мёртвая романтика», «Зарази меня жизнью»
- Quest Pistols — «Электрические провода», «Белая стрекоза любви»
- Йена — «ЖЖ»
- Roman Rain — «Кукла», «Ночь-Девочка-Ночь», «Королева»
- Treya — «НЛО», «Истерика»
- Дельфин — «Я», «Нечестно»
- Оригами — «Без лишних слов»
- Лера Массква — «Разные»
- Гражданская оборона — «Всё идёт по плану»
- Мумий Тролль — «Владивосток 2000»

## Відгуки

### Критики, преса
Серіал отримав змішані відгуки від суспільства та громадських діячів.
Кінокритик Роман Волобуєв позитивно оцінив акторів серіалу та крупні плани. Також Волобуєв відмітив важливість того факту, що подібний проєкт був показаний широкій аудиторії на Першому каналі. У 2012 році в інтерв'ю на радіо Ехо Москви Роман Волобуєв оцінив виконавиць головних ролей Валентину Лукащук, Анну Шепелеву, Олександру Ребенок.
Музичний критик Артемій Троїцький в своєму відгуку сказав, що він «прихильник серіалу „Школа“», і що «Школа» — це краще, що було створено на державних телеканалах за весь пострадянський час. Він також назвав серіал «отсрівцем правдивості та достовірності» серед «океану фальши та лукавості» Першого каналу. 
Перекладач Дмитро Пучков (Goblin) сказав, що телесеріал зроблено відмінно і що він «різко відрізняється від продукції подібного роду на російському ТБ». Пучков відмічає, що творці серіалу знають свій предмет і володіють ремеслом.
На думку кінокритика Василя Корецького, сценарію серіала не вистачає енергійності та винахідливості. Кінорежисерка та сценаристка Марина Разбєжкіна відмітила операторську роботу в серіалі, яка «тільки посилює достовірність видовища».
На думку медіаідеологині Марини Леско, в серіалі немає агресії і розпусти, в яких його звинувачують. Журнал Interview написав, що серіал «Школа» зроблено від огидного, де дружбу, наприклад, «можна побачити лише в сварці».

### Офіційні особи
володимир путін під час відвідування Чуваського державного університету в День студента заявив, що серіал показує точку зору авторів і що проблеми, підняті в серіалі, зараз актуальні.
Незабаром після початку показу серіалу на засіданні уряду Москви голова департаменту освіти Москви Ольга Ларіонова виступила проти показу на Першому каналі серіалу «Школа».
Також проти показу серіалу виступили заступник міністру культури Пензенської області Кирило Засторожний, депутаты Ульяновська, Волгограда, депутати Рязанської обласної думи, члени засідання Громадської ради при Законодавчому зборі Краснодарського краю з етики та моральності, Міністерство освіти і науки Амурської області.
Андрій Фурсенко, міністр освіти і науки Російської Федерації сказав, що показане в серіалі — це «напівправда», і що «не вся наша школа така».
Серіал зазнав критики від деяких депутатів Державної думи РФ, в числі яких Тамара Плетньова і Ірина Ярова. Депутат Владислав Юрчик на пленарному засіданні Державної думи назвав «Школу» «спланованою диверсією проти наших дітей і молоді». Крім того, негативно про серіал висловився і губернатор Омської області Леонід Полежаєв.
Голова Рососвіти Микола Булаєв після перегляду другої серії «Школи» назвав побачене «своєрідною концентрацією негативу» і висловив думку, що починати говорити про школу у Рік вчителя показом даного серіалу на Першому каналі неправильно.

### Релігійні діячі
Патріарх Московський Кирило заявив, що в гротескній формі цей серіал «показав нам, що відбувається з нашими дітьми і молоддю», і підкреслив у зв'язку з цим важливість викладання у школах основ релігійної культури і світської етики.
Протоієрей Всеволод Чаплін зазначив, що в сериалі відсутня моральна оцінка подій, які розгортаються в ньому. Голова синодального Інформаційного відділу Володимир Легойда заявив, що будь який художній твір не може бути талановитим, якщо він «є всього лиш дзеркалом».

### Суспільство
Заслужений вчитель Росії, член Суспільної партії РФ, директор московського Центру освіти № 548 Єфим Рачевський назвав серіал «абсолютною чорнухою про вчителів» і сказав, що після перегляду йому «не захотілося бути вчителем».
Проти показу серіала виступили директори шкіл Саратова, вчителі Камчатки, Кубані и Уралу.
Переможниця конкурсу «Вчитель року—2007», викладачка математики московської школи № 2030 Ганна Мехед в інтерв'ю «РИА Новости» сказала, що після перегляду другої серії «Школи» отримала «лише негативні емоції».

## Цензура в серіалі
- З версії серіалу, показаної на Першому каналі, деякі сцени були вирізані. В Україні серіал транслювався в повному варіанті[7].
- Виконавець ролі Іллі Єпіфанова — актор Олексій Литвиненко в інтерв'ю сказав, що в телевізійну версію не увійшов ряд сцен, але, за його словами, вони обов'язково вийдуть на DVD-виданні[8].

## Книги
З липня 2010 року видання «Амфора» почало випуск серії книг про героїв серіалу «Школа». Всі книги були написані на основі «білих плям» сюжета «Школи», розповідаючи про ті події, на які давалися натяки в серіалі, але не був розкритий їхній сенс. В кожній книзі — по дві повісті, кожна — про когось з героїв серіалу. Серія книг називається «Школа».
1. Лєна Міро, Олексій Олін. Дневник Марлы, Детство кончилось (укр. Щоденник Марли, Дитинство скінчилося). — Амфора, 2010. — 320 с. — 15000 прим. — ISBN 978-5-367-01429-7. — про блог Ані Носової та життя Іллі Єпіфанова. З книги можна, наприклад, дізнатися справжні причини перехода Єпіфанова до 9-А.
2. Лєна Міро, Олексій Олін. Оборотень с указкой, Бытовая химия (укр. Вовкулака із вказівкою, Побутова хімія). — Амфора, 2010. — 254 с. — 5000 прим. — ISBN 978-5-367-01526-3. — про особисте життя вчительки фізики Наталії Миколаївни Орлової та почуття вчителя хімії Арсенія Івановича Дегтярьова до учениці Ані Носової.
3. Анна Козлова, Валерій Айрапетян. Тело Будиловой, Дело Дятлова (укр. Тіло Буділової, Справа Дятлова). — Амфора, 2010. — 192 с. — 5000 прим. — ISBN 978-5-367-01450-1. — про літні канікули Олі Буділової та нестандартний випадок з життя Міші Дятлова.
4. Катерина Чубукіна. Выжить и победить: практические советы школьного психолога (укр. Вижити та перемогти: практичні поради шкільного психолога). — Амфора, 2010. — 224 с. — 7000 прим. — ISBN 978-5-367-01432-7. — корисні поради, цікаві тести та тренінги від шкільної психологині для досягнення душевної гармонії школярів.

## На DVD
В Росії та країнах СНД серіал «Школа» ліцензійно видавався на DVD з 11 березня 2010 року компанією «Новий диск». Всього було випущено 10 DVD-дисків по 4 серії на кожному (40 серій з 69), післе чого випуск серіалу на DVD був призупинений.
17 лютого 2011 року відбувся реліз «Повного видання серіалу „Школа“. Версія без цензури (на 6 DVD — всі 69 серій „Школи“)» від компанії «Новий диск». На кожному з 6-ти дисків знаходилося по 10-12 серій «Школи».

## Нагороди та номінації

### Нагороди
- 2010 — Премія «Клуба телепреси» в номінації «Подія телесезону» з формулюванням «За безстрашшя експерименту»[10].
- 2010 — Премія «ТЕФІ» в номінації «Продюсер фільму/серіалу» (Костянтин Ернст, Ігор Толстунов)[11].
- 2011 — Премія «Золотий носоріг» (категорія «Теленовела (більше 32 серій)») в номінаціях «Краща теленовела», «Кращий оператор-постановник»[12].

### Номінації
- 2010 — Премія «ТЕФІ»: в номінаціях «Телевізійний художній серіал», «Режисер телевізійного художнього фільму/серіалу» (Валерія Гай Германіка, Руслан Маліков, Наталія Мещанінова), «Сценарист телевізійного художнього фільму/серіалу»[11].
- 2011 — Премія «Золотий носоріг» (категорія «Теленовела (більше 32 серій)»): в номінаціях «Краща жіноча роль» (ансамбль), «Краща чоловіча роль» (ансамбль), «Краща чоловіча роль другого плану» (Анатолій Семенов)[12].